# パンアメリカン航空007便失踪事故
パンアメリカン航空007便失踪事故（パンアメリカンこうくう007びんしっそうじこ、Pan American World Airways Flight 007）とは、パンアメリカン航空のボーイング377ストラトクルーザー旅客機が1957年にハワイ沖で失踪した航空事故である。後に、漂流していた007便の残存物から、不時着に失敗した可能性が指摘されたが、機体の主要部やエンジンを発見できなかったため、原因不明とされた。

## 事故の概要
パンアメリカン航空007便はサンフランシスコを基点とした世界一周便として運航されており、1957年11月8日の便はボーイング377ストラトクルーザー（機体記号:N90944）"Clipper Romance of the Skies"で運航されていた。この007便には乗員8名と乗客36名が搭乗していた。
サンフランシスコからハワイのホノルルに向かう国内航空区間を飛行していた007便は、中間地点を少し過ぎた地点を巡航高度10000フィートで通過し、順調に飛行中との定期通信を最後に失踪した。大規模な捜索が行われたが、1週間ほど経過した11月14日になって、アメリカ海軍の「フィリピン・シー」が、フライトプラン上の航空路から北に145Km離れたホノルルの北東約145kmの太平洋上に浮遊する機体の残骸の一部と機内装備品、搭載されていた郵便袋、そして搭乗者19名の遺体を発見した。搭乗者44名全員は死亡したと断定された。

## 事故原因
007便失踪の直接の原因を確定できる証拠は発見されなかった。しかし発見された犠牲者の遺体の中にはライフジャケットを着ていたものがあった事や、死因も溺死が半数を占めていた事実から、007便はなんらかのトラブルに遭遇して不時着水を決行したが失敗し、機体が破壊されたものと推測された。
これは、同じパンアメリカン航空のストラトクルーザーで、前年10月にハワイからサンフランシスコに向かっていた006便がレシプロエンジンの暴走によるトラブルで飛行が困難となり、不時着水する事故が発生していたためである。この時はアメリカ沿岸警備隊所属の観測船のそばに着水することができたため、着水の衝撃で機体は分断され水没したものの、搭乗者全員が無事救助されている。この006便はトラブルから不時着水まで長時間飛行を継続できたが、007便はトラブル発生から僅かな時間で、メイデイ（緊急事態）通報をする間もないまま不時着水を余儀なくされたものと推測された。
なおトラブルの原因であるが、空中爆発ないし空中火災の痕跡はなく、エンジントラブルによって航路を逸脱したと推測されたが、確定するまでに至らなかった。また発見まで時間が経過していたため、正確な墜落地点の特定も水没した機体の回収もできなかった。